# Ottweiler
Ottweiler is een gemeente in de Duitse deelstaat Saarland. Het is de Kreisstadt van de Landkreis Neunkirchen. De stad telt 14.352 inwoners.

## Historie
zie Nassau-Ottweiler

## Afbeeldingen

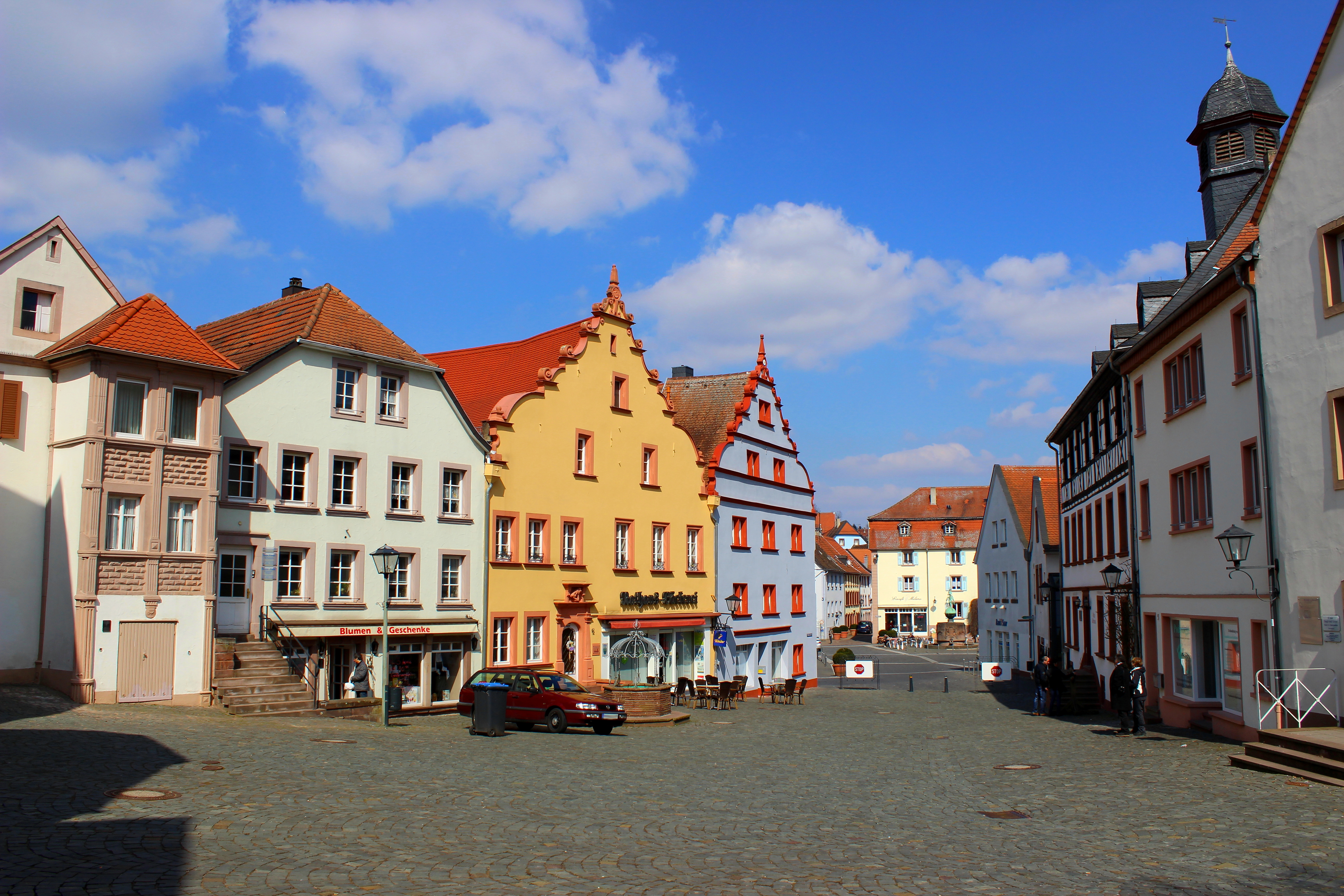
Rathausplatz
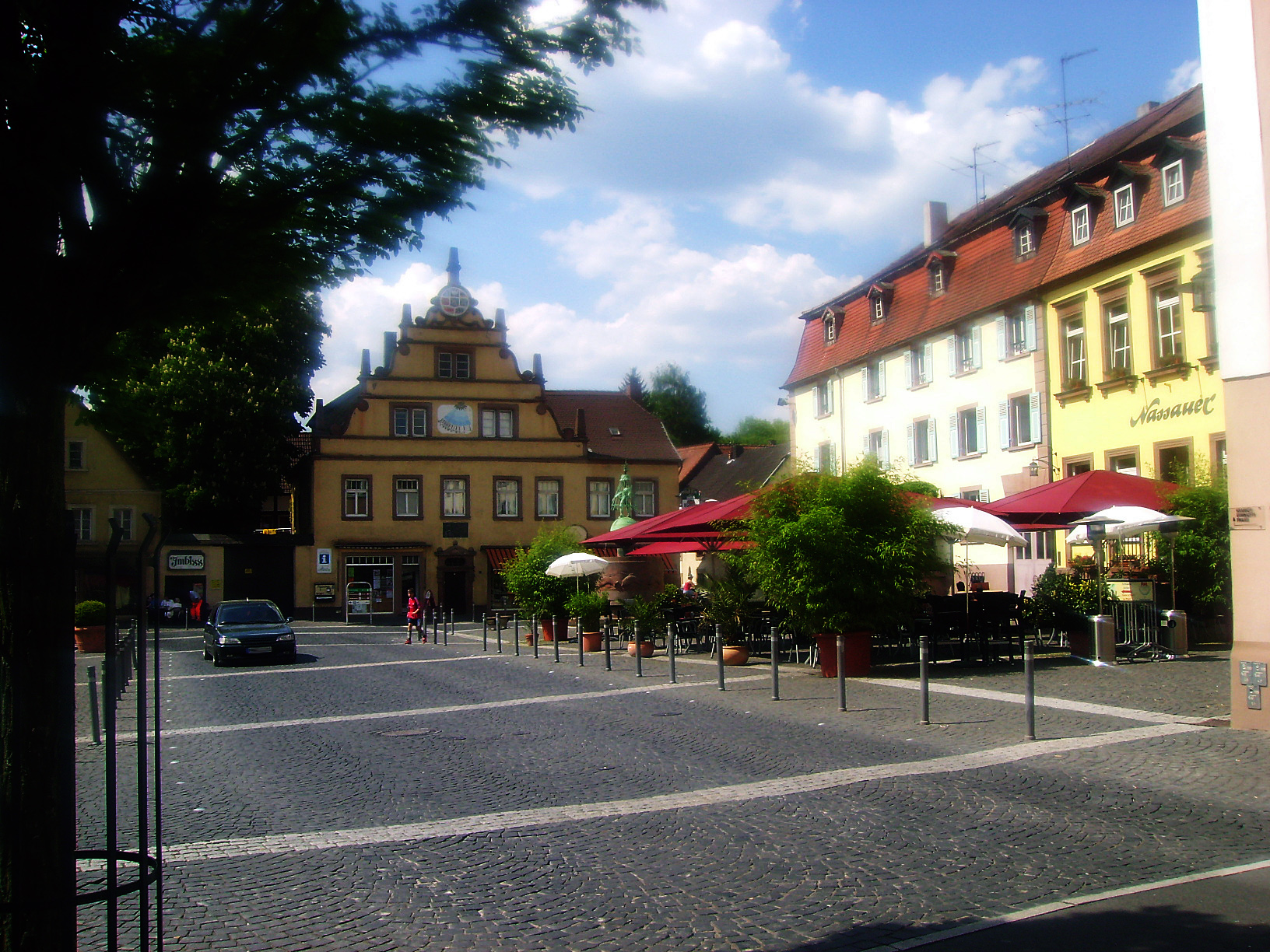
Schlosshof
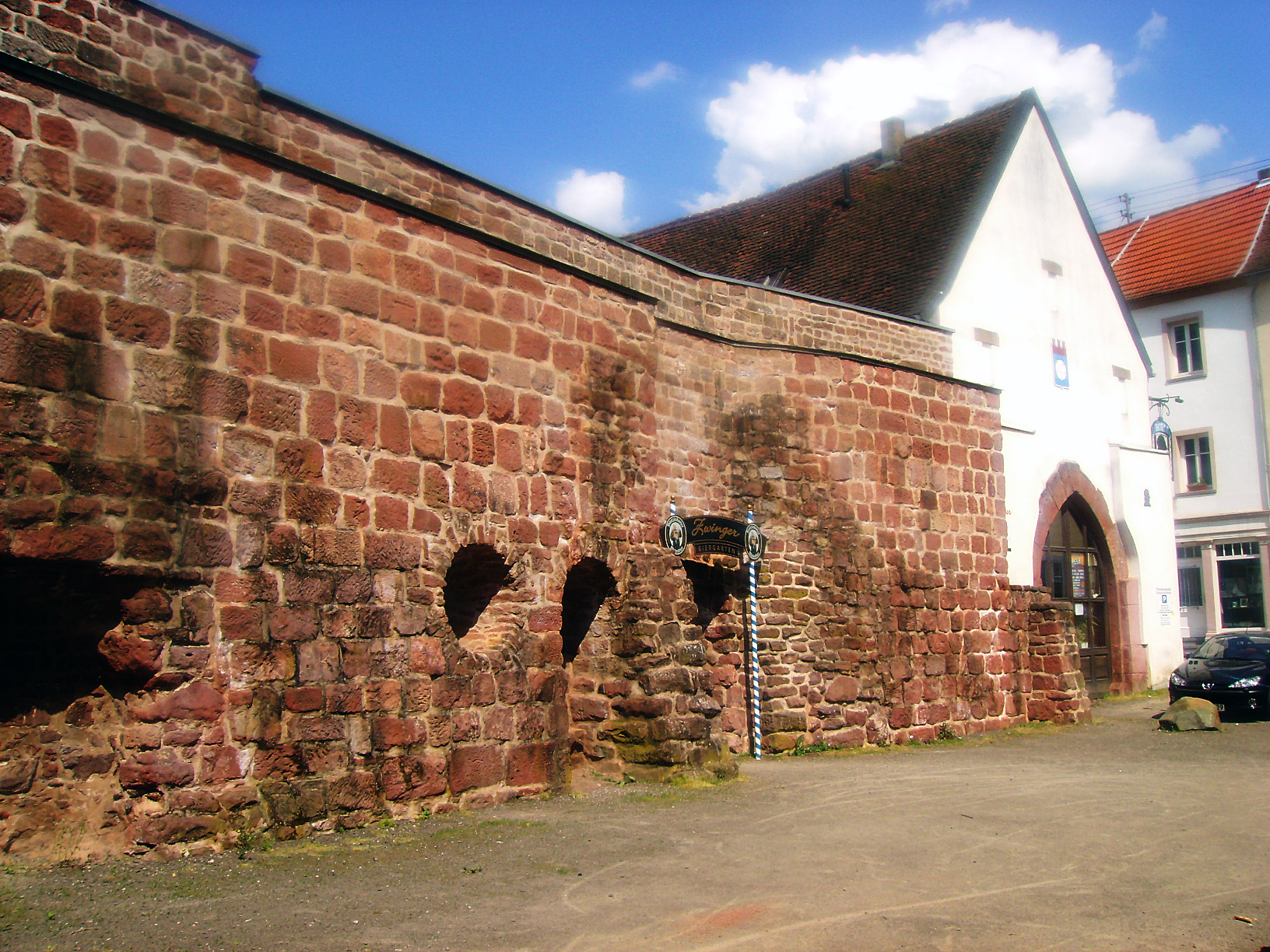
Stadsmuur
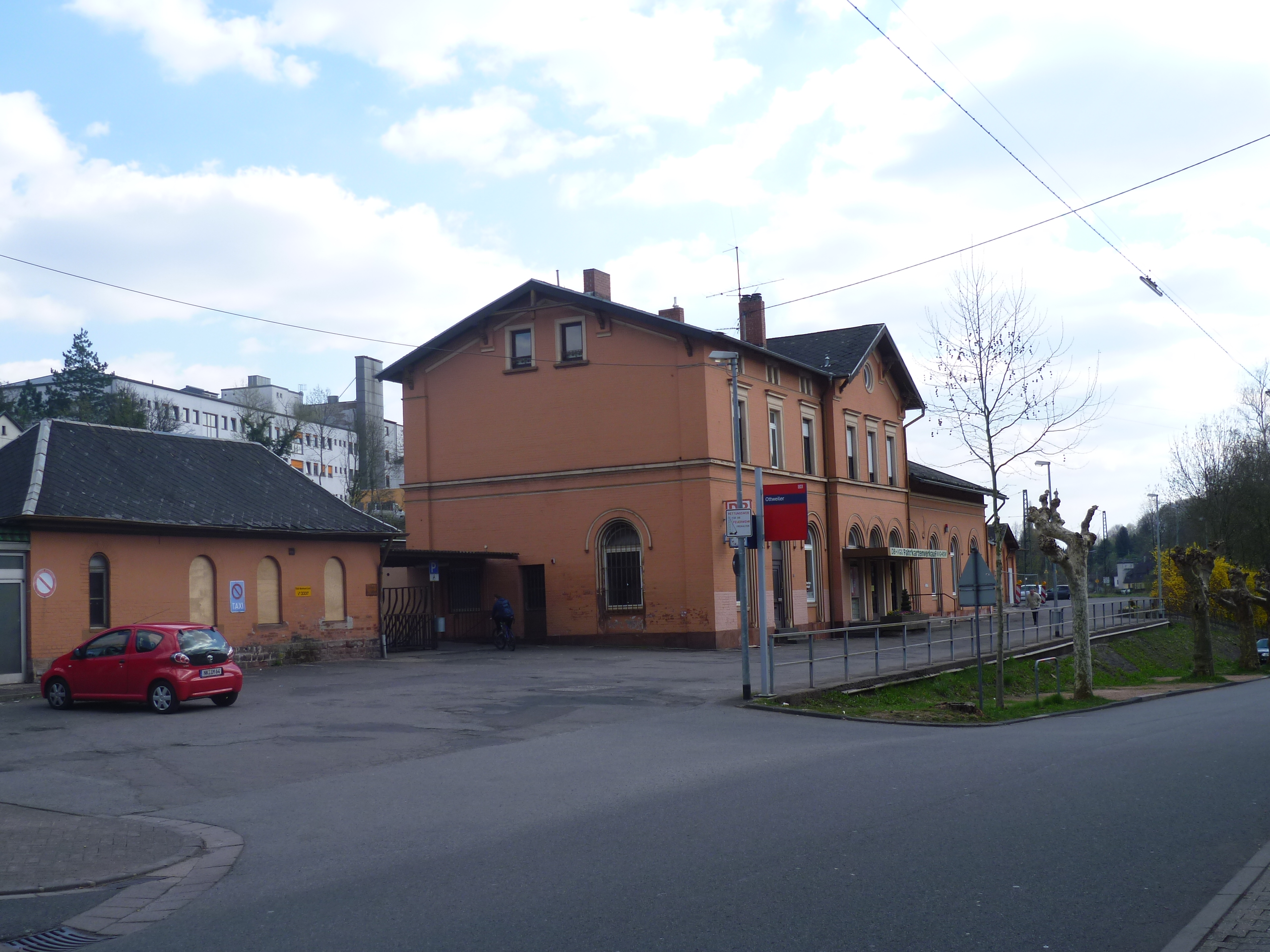
Station

Eppelborn ·
Illingen ·
Merchweiler ·
Neunkirchen ·
Ottweiler ·
Schiffweiler ·
Spiesen-Elversberg